# HAVK Mladost Zagreb (Wasserball)
Der HAVK Mladost Zagreb ist ein Zagreber Wasserballverein. Das HAVK im Namen steht für Hrvatski akademski vaterpolski klub Mladost (dt. Kroatischer Akademischer Wasserball Klub).

## Geschichte
Gegründet wurde der Verein 1945 im Zuge der Mladost Gesellschaften. Der Spitzname des Klubs ist „Žapci“ oder „Žapci sa Save“, was Frösche oder Frösche von der Save bedeutet. Der Verein wurde zum erfolgreichsten europäischen Klub des 20. Jahrhunderts gewählt.
siehe auch Wasserball in Kroatien

## Erfolge
| Verein                            | Anzahl Titel | Jahr                                                                                           |
| --------------------------------- | ------------ | ---------------------------------------------------------------------------------------------- |
| Landesmeister                     | 16           | 1962, 1967, 1969, 1971, 1989, 1990, 1992, 1993, 1994, 1995, 1996, 1997, 1999, 2002, 2003, 2008 |
| Landespokalsieger                 | 6            | 1989, 1992, 1993, 1998, 2002, 2005                                                             |
| Europapokal der Landesmeister     | 7            | 1967, 1968, 1969, 1971, 1989, 1990, 1996                                                       |
| Europapokal der Landespokalsieger | 2            | 1975, 1999                                                                                     |
| LEN Trophy                        | 1            | 2001                                                                                           |
| Europäischer Supercup             | 3            | 1975, 1989, 1996                                                                               |
| Sieger des Mediterrancups         | 2            | 1989, 1991                                                                                     |
| Wintermeister Jugoslawiens        | 4            | 1960, 1961, 1962, 1964                                                                         |

## Bekannte Spieler
- Ozren Bonačić
- Perica Bukić
- Ronald Lopatny
- Zlatko Mateša
- Dubravko Šimenc
- Zlatko Šimenc
- Vanja Udovičić